# Jamie Scott
Jamie Scott Baylin (født 12. februar 1982) er en britisk singer/songwriter og forsanger i bandet Jamie Scott and the Town. Han skriver og producerer sin musik under navnet J.S. Baylin.

## Biografi

### Det tidlige liv
Jamie Scott Baylin havde forældre, der begge udelukkende lyttede til 60'er og 70'er musik og derfor fungerer store stjerner som Stevie Wonder, Donnie Hathaway, Cat Stevens samt Simon & Garfunkel som inspirationskilde til den musik Jamie Scott skriver i dag. Han begyndte ikke at lytte til radio, og dermed til den mere moderne side af musikken, før han blev 15. 
Jamie har sit talent fra sin mor, der sang og spillede guitar i kirken. Da han hørte sangen "Blue" af Joni Mitchell, fik han sin mor til at lære ham et par akkorder, og derfra lærte han sig selv at spille. Senere kastede han sig over klaveret. 
I college blev han en del af en duo, der spillede akustiske shows rundt omkring i London. Det var omkring denne tid en døende tante forærede ham et klaver, og de næste tre år lukkede han sig inde i et værelse, hvor han lyttede til musik og skrev sange.

### Musikkarrieren
Oprindeligt lød Jamie Scotts drøm på at skrive sange for andre. Men da han sendte sit demobånd ind til pladeselskaberne, svarede de tilbage at de godt kunne lide hans stemme, og at de gerne ville have ham til at synge dem selv. Kort tid efter, i 2002, fik han kontrakt hos Sony Music. Her blev han sat sammen med den tidligere keyboard-spiller i Jamiroquai, Toby Smith, der skulle hjælpe ham med at lave det første album. Imens der blev arbejdet på dette album, spillede Jamie solo shows med sin akustiske guitar. Herefter var han med på Blues & Soul magazine tour, fulgt op af optrædener med artister som Carleen Anderson, Mario Winans og Ginuwine. 
Singlerne "Just"(2004) og "Searching"(2005) blev udgivet, men på grund af lavt salg, blev selve albummet, "Soul Searching", aldrig udgivet.
I 2006 havde Jamie Scott sangen "Made" med på soundtracket til filmen Step Up. Han havde også en mindre rolle i filmen, hvor han optræder med nummeret, og spiller kæreste til Drew Sidora.
Et brud med sin barndomskæreste førte til at Jamie Scott lukkede sig inde i sin lejlighed, hvor han skrev sangene til sit næste album, Park Bench Theories. Han brød med Sony Music, og i december 2006 skrev han kontrakt med Polydor. Imens der blev arbejdet på det nye album mødte han fem musikere, der senere skulle blive til The Town. De elskede det Jamie Scott havde lavet, så de fandt sammen, og blev til Jamie Scott & The Town. I august 2007 blev den første single, "When will I see your face again", udgivet.
Park Bench Theories udkom i England d. 3. september, mens vi i Danmark måtte vente til d. 8. oktober.
I oktober 2007 tog Jamie Scott & The Town med som opvarmningsband for Take That på deres tour rundt omkring i Europa. Dette førte dem blandt andet til Danmark, hvor de spillede tre koncerter.
D. 7. januar 2008 udkom den anden single fra Park Bench Theories, "Standing in the rain" i England.
Ud over sangene fra Park Bench Theories, hitter Jamie Scott også med forskellige cover-sange på YouTube. Specielt cover-versionerne af "Smile" af Lily Allen og "Bleeding Love" af Leona Lewis har været meget populære. Disse vil sammen med "Valerie" af The Zutons være at finde på singlen til "Standing in the rain" i en studieindspillet udgave.
"When will I see your face again" var med i en 3mobil-reklame.
Når Jamie skriver musik, starter han altid med selve sangen. Sangskrivningen fungerer som en slags terapi for ham, hvor han forsøger at finde mening i livet og kærligheden.

### Personligt
- Skrev sin første sang som 9-årig.
- Jamie Scott er fan af fodboldklubben West Ham United.
- Favoritkunstnere inkluderer Cat Stevens, John Legend, Stevie Wonder, Ray LaMontagne, Donny Hathaway, Damien Rice, Tim Buckley, Carole King, D'Angelo, Curtis Mayfield og Bob Dylan.
- Hans yndlingsfilm er Gøgereden.
- De fleste britiske musikere stemmer på Labour, men Jamie Scott stemmer på Conservative.
- Jamie Scott har udtalt at sangen "Love song to remember" er en meget personlig sang, der kan handle om en virkelig person lige så godt som den kan være en fantasi, en idé om to personer, der er sammen for altid. Men den kan også være et forsøg på at finde mening i, at hans forældre gik fra hinanden, da han var meget ung.
- Jamie Scott udtaler sig gerne om det brud med sin barndomskæreste, der er så stor en del af Park Bench Theories. Han fortæller at han havde været kæreste med denne pige stort set hele sit liv, og at de boede sammen, men at han en dag slog op med hende – hvilket han efter noget tid indså var en stor fejl! Men forholdet var ikke til at redde, og derfor endte han med at få en stor depression. Han var ikke i stand til at arbejde, men efter noget tid begyndte han at kunne skrive om det. Desuden udtaler Jamie Scott, at man tydeligt kan høre forskel på de ældste og de nyeste sange på Park Bench Theories. De ældste sange emmer af den indre smerte han besad efter bruddet med sin kæreste, mens de nyeste er mere positive.
- Carole Kings album "Tapestry" var det første album Jamie Scott hørte.
- "When will I see your face again" handler om en pige, som Jamie Scott engang så på en café, men derefter aldrig så igen.
- "Standing in the rain" handler om en pige, som Jamie Scott var forelsket i tilbage i skoletiden. Hun var tilsyneladende kæreste med en idiot, og Jamie har den dag i dag ikke fortalt hende hvordan han følte dengang, og at sangen handler om hende.
- "Weeping Willow" handler om det, at være i stand til at indse, når et forhold er slut. Jamie Scott har udtalt, at denne sang er særligt tæt på hans hjerte.
- Jamie Scott bor i Surrey.

## Diskografi

### Albums
Park Bench Theories (2007)
1. Runaway train
2. When will I see your face again
3. London town
4. Changes
5. Shadows
6. Standing in the rain
7. Love song to remember
8. Weeping willow
9. Two men
10. Rise up
11. Hey you
12. Lady West

Soul Searching (Ikke udgivet)
1. Searching
2. Love song to remember
3. Just
4. Hooks in me
5. Shameful
6. Best of me
7. Soul
8. 45
9. River
10. Everything woman
11. Troubled mind

### Singler
- 2004 "Just"
- 2005 "Searching"
- 2007 "When will I see your face again"
- 2008 "Standing in the rain"

### Ikke udgivet tracks
- 2006 "Made" (Step Up soundtrack)

## Filmografi
- Step Up (2006) – Colin